# تیم ملی فوتبال ساحلی فرانسه
تیم ملی فوتبال ساحلی فرانسه نماینده فرانسه در مسابقات بین‌المللی فوتبال ساحلی و یکی از بهترین تیم‌های فوتبال ساحلی جهان است. تیم ملی فوتبال ساحلی فرانسه قهرمان یک دوره جام جهانی فوتبال ساحلی در سال های ٢٠٠۵ و نایب قهرمان ٢ دوره جام‌های جهانی فوتبال ساحلی در سال‌های ١٩٩٨ و ٢٠٠١ است.همچنین این تیم مقام سومی این جام را در سال ٢٠٠۶ کسب کرده است. 